# چرک

چرک تراوه سفید-زرد، زرد، زرد-قهوه‌ای یا حتی گاهی سیاه رنگ در محل التهاب است که در اثر عفونت باکتریایی یا قارچی ظاهر می‌شود یا ممکن است به خاطر عفونت دستگاه لنفاوی هم باشد. چرک در فضایی بسته از یک بافت، آبسه نام دارد. جوش، چرکی است که در سطح پوست پدیدار می‌شود.
چرک شامل سلول‌های مرده و اجزای سلولی، میکروب‌های کشته‌شده و نوتروفیل‌ها (نوعی گلبول سفید) و مواد شیمیایی که آنها بر ضد یکدیگر آزاد کرده‌اند است.
اگر چرک زیاد نباشد، توسط ماکروفاژهای بدن از بین می‌رود. در غیر این صورت، برای جلوگیری از این که چرک عمق پیدا کند و به اندام دیگری سرایت کند یا توسط تونلی به سطح قسمت دیگری از پوست برسد، باید آن را سوراخ و تخلیه کرد.